# Mikania firmula
Mikania firmula é uma espécie de planta do gênero Mikania e da família Asteraceae. 

## Taxonomia
A espécie foi descrita em 1876 por John Gilbert Baker. 

## Forma de vida
É uma espécie terrícola e trepadeira. 

## Descrição
| Caule                      | Caule                                 |
| -------------------------- | ------------------------------------- |
| ramo                       | volúvel/glabro/estriado               |
| medula                     | fistulosa/sólida                      |
| Folha                      |                                       |
| filotaxia                  | oposta                                |
| estípula interpeciolar     | ausente                               |
| lâmina                     | elíptica/ovada                        |
| margem                     | inteira                               |
| base                       | cuneada                               |
| ápice                      | curtamente acuminado                  |
| face adaxial               | glabra                                |
| face abaxial               | glabra                                |
| venação                    | actinódromo 5 nervura basal           |
| textura                    | subcoriácea                           |
| Inflorescência             |                                       |
| padrão das sinflorescência | racemosa                              |
| capítulo                   | séssil a subséssil                    |
| bráctea sub involucral     | no ápice do pedicelo/lanceolada/ovada |
| bráctea-involucral         | oblonga/glabra/ápice agudo            |
| Flor                       |                                       |
| limbo com lacínia          | igual o tubo                          |
| lacínia                    | ápice acuminado/glabra                |
| Fruto                      |                                       |
| cipsela                    | glandulosa                            |

## Conservação
A espécie faz parte da Lista Vermelha das espécies ameaçadas do estado do Espírito Santo, no sudeste do Brasil. A lista foi publicada em 13 de junho de 2005 por intermédio do decreto estadual nº 1.499-R. 

## Distribuição
A espécie é encontrada no estado brasileiro de Bahia. 
A espécie é encontrada no domínio fitogeográfico de Mata Atlântica, em regiões com vegetação de floresta ombrófila pluvial.